# SN 2009hg
SN 2009hg – supernowa odkryta 9 lipca 2009 roku w galaktyce NGC 4767B. W momencie odkrycia miała maksymalną jasność 16,90m.